# Federal Heights
Federal Heights és una població dels Estats Units a l'estat de Colorado. Segons el cens del 2000 tenia 12.065 habitants.

## Demografia
Segons el cens del 2000, Federal Heights tenia 12.065 habitants, 5.125 habitatges, i 3.023 famílies. La densitat de població era de 2.588 habitants per km².
Dels 5.125 habitatges en un 28,7% hi vivien nens de menys de 18 anys, en un 39,7% hi vivien parelles casades, en un 13,8% dones solteres, i en un 41% no eren unitats familiars. En el 31,4% dels habitatges hi vivien persones soles el 9,9% de les quals corresponia a persones de 65 anys o més que vivien soles. El nombre mitjà de persones vivint en cada habitatge era de 2,35 i el nombre mitjà de persones que vivien en cada família era de 2,97.
Per edats la població es repartia de la següent manera: un 24,9% tenia menys de 18 anys, un 12,8% entre 18 i 24, un 31,6% entre 25 i 44, un 18,2% de 45 a 60 i un 12,5% 65 anys o més.
L'edat mediana era de 31 anys. Per cada 100 dones de 18 o més anys hi havia 91,4 homes.
La renda mediana per habitatge era de 33.750 $ i la renda mediana per família de 38.468 $. Els homes tenien una renda mediana de 31.054 $ mentre que les dones 25.195 $. La renda per capita de la població era de 16.801 $. Entorn del 9,2% de les famílies i l'11,2% de la població estaven per davall del llindar de pobresa.

## Poblacions més properes
El següent diagrama mostra les poblacions més properes.